# Närhetseffekten
Närhetseffekten (engelska proximity effect eller bass tip-up) är inom ljudteknik den basförstärkning som uppkommer då ljudkällan befinner sig inom cirka 5 centimeter från en mikrofon med riktad ljudkarakteristik. Beroende på mikrofonens utformning och närhet till ljudkällan kan effekten förorsaka en förstärkning av frekvenser under 200 Hz upp till 30 decibel. Ju närmare ljudkällan mikrofonen placeras desto mer förstärks de lägre frekvenserna. Detta exponentiellt till det avtagande avståndet mellan ljudkälla och mikrofon. 

## Teori
Närhetseffekten är en konsekvens av hur riktade mikrofoner fungerar. De förstärker skillnaden mellan lufttryck vid mikrofonmembranets framsida och baksida. Vid ljudkällor framför mikrofonen (inom deras upptagningsområde) förstärks ljudet därför att avståndsskillnaden är stor mellan utbredningsvägen för ljudvågor som når membranets fram- och baksida, vilket förorsakar stor fasskillnad mellan ljudvågorna, och därmed stor tryckskillnad. Ljudkällor vid sidan om mikrofonen återges inte lika starkt därför att då är avståndsskillnaden (och därmed fasskillnaden) liten. Fasskillnaden är lägre vid låga frekvenser då de har längre ljudvågor , vilket ett bashöjande filter kompenserar för.
Om ljudkällan befinner sig mycket nära mikrofonen uppstår dessutom en stor amplitudskillnad mellan mikrofonmembranets fram- och baksida, på grund av att ljudtrycket avtar kvadratiskt med avståndet, och den relativa avståndsskillnaden (i procent) är stor. Amplitudskillnaden är inte frekvensberoende, varför skillnaden förstärks av det bashöjande filtret. Vid mycket korta avstånd och låga frekvenser dominerar amplitudskillnaden över fasskillnaden.
Volymen har ingen påverkan på vågformernas kurva, så det påverkar inte basförstärkningen. Det blir alltså ingen skillnad om källan spelar starkare eller svagare, endast avståndet och frekvenserna påverkar närhetseffekten. 
För att eliminera närhetseffekten kan du vinkla den riktade mikrofonen 90-grader, då är det ingen amplitudsskillnad på fram och baksida av membranet.

## Praktik
I studiosammanhang kan närhetseffekten vara både till nytta och i vägen. När man spelar in ett instrument som är huvudsakligen basigt kan fenomenet vara till hjälp, men om instrumentet har ett bredare frekvensspektrum kommer bastonerna låta onaturligt högt jämfört med diskanten. Det här är ett vanligt problem när man spelar in akustisk gitarr: om man placerar mikrofonen för nära gitarren så får man ett överladdat bas- och lågt mellanregister. Detta är även ett problem vid live event.
Närhetseffekten kan vardagligen höras på radioröster där det är vanligt att man pratar nära mikrofonen, och eftersom det är frekvenser under 200hz som påverkas mest är det alltså på låga, manliga röster som fenomenet uppfattas mest.
Närhetseffekten kan även användas av sångare som en mikrofonteknik; genom att föra mikrofonen närmare eller längre bort beroende på om du vill ha ett mer basigt ljud eller inte. När du för bort mikrofonen kan du sjunga starkare för att få ett mer genomskärande ljud. Detta kräver dock en viss erfarenhet. 